# 二府会馆

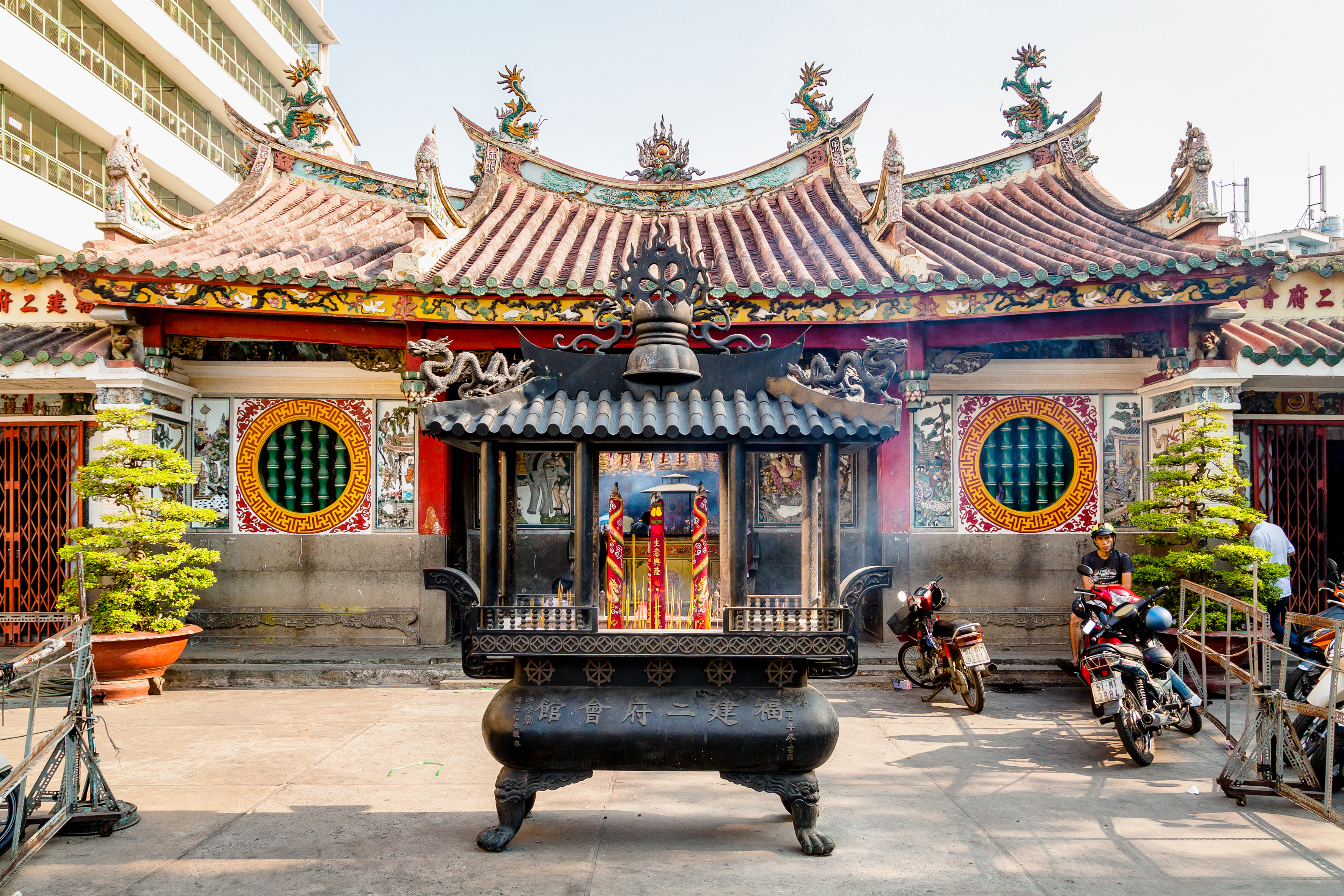
二府会馆

二府会馆（Hội quán Nhị Phủ），又称二府庙（Miếu Nhị Phủ），位于胡志明市第五郡（堤岸），由来自中国闽南地区的泉州府和漳州府的商人兴建于18世纪早期。主祀神明: 關聖帝君；陪祀神明: 天上聖母。
地址: 264 Hải Thượng Lãn Ông, Phường 14, Quận 5, 胡志明市, 越南。